# 四診
四診（ししん）とは、東洋医学の主体となる診断法である。望・聞・問・切の四つをもって四診と呼ぶ。
望・聞・問・切とは、望診、聞診、問診、切診のことである。

## 望診
体を見ることで診断する方法。主に顔や上腕などの皮膚の血色を見て診断する。現代中医学において、最も特徴的なものは舌診である。
姿勢や歩き方を見ることも望診に入れる場合があるが、これは現代医学の影響を受けた内容である。伝統医学的なものに姿勢や歩き方は含まれない。ただし、体格などについては『素問』に詳細な記載がある。

### 顔面診
顔の皮膚の色で診断を行う方法。眉間の色を見て、その人の体力を見る方法と、『難経』のように東西南北と五行を当てた方法がある。
- 眉間＝心の色が表れる。またその人の神気を見る。
- 左頬＝肝の色が表れる。
- 右頬＝肺の色が表れる。
- 鼻　＝脾の色が表れる。酒毒による熱があると、鼻が赤くのはこれによる。
- 顎　＝腎の色が表れる。

### 舌診
舌診（ぜっしん）とは、舌の色や、舌を覆うこけ状の物（舌苔＝ぜったい）を観察して診断・治療に役立てることである。よく知られているのは、淡黄色の舌苔で、小柴胡湯などの証とされている。中国では舌診の研究がかなり盛んで、「舌診的研究」という本には、数百のパターンが紹介されている。

### 尺膚診
前腕前面の皮膚の色を見て診断する方法。日に焼けにくい部位なので、皮膚本来の色が見やすいと考えられる。ただし、症状全体と本来の体質と皮膚の色との相関関係をまとめた方法が少なく、五行論的な色の見方しかできない。
- 青＝肝の色。風と関係する。本来は静脈の色なので、血行が悪いことを意味する。
- 赤＝心の色。熱と関係する。動脈と関係がある。
- 黄＝脾の色。湿と関係する。脂肪の多い状態か。
- 白＝肺の色。本来、皮膚は白くきれいな方がよいが、血色の悪い状態ともいえる。
- 黒＝腎の色。疲労や老化により、皮膚が黒ずんでくるものをいっていると考えられる。

## 聞診
「聞」は「きく」ことで、声の調子や、呼吸音だけなく、体臭や口臭などの臭いを嗅ぐことも含まれる。
- 臊（あぶらくさい）＝肝と関係する。
- 焦（こげくさい）＝心と関係する。実際には、五行論的に火が燃えた後の臭いと指すと考えられる。
- 香（かんばしくさい）＝脾と関係する。いい臭いではなく、五味とも関係して、甘い臭いを指すと考えられる。
- 腥（なまぐさい）＝肺と関係する。文字通り、生臭いとも考えられるが、肺＝金であり、金属臭的も想像できる。
- 腐（くされくさい）＝腎と関係する。腎は水と関係があるので、腐りやすい状態と関連させたものと考えられる。

## 問診
様々な状態を問うこと。主訴、自覚症状、家族歴、現病歴、既病歴、生活状態などを質問する。

## 切診
「切」とは触れることで、体の特定の部位に触れることで診断を行う。症状のある部位を触れることもあるが、基本は脈診のことである。今では腹診も切診に含まれる。